# خماری (مجموعه‌فیلم)
مجموعه فیلم‌های خماری شامل ۳ فیلم با بازی برادلی کوپر، اد هلمس، زک گالیفیاناکیس، جاستین بارتا و کن جیونگ و همچنین کارگردانی تاد فیلیپس است. علاوه بر تحلیل‌های منفی‌ای که به فیلم‌ها وارد آمد، فروش کلی این ۳ فیلم از مرز یک میلیارد نیز گذشته‌است.

## فیلم‌ها
خماری: قسمت اول

خماری: قسمت دوم

خماری: قسمت سوم